# Leonardo Medina
Leonardo Andrés Medina Gutiérrez (Montevideo, 30 de mayo de 1977) es un exfutbolista uruguayo.

## Trayectoria
Debutó en el Sud América en la Segunda división de Uruguay en 1998.
Entre el 2004 y 2006 anotó 34 goles con el Liverpool.
A lo largo de carrera ha jugado en su país natal, en Colombia, México, Chile, Argentina, Bolivia y Perú. Ha jugado partidos en torneos internacionales y ha marcado 8 goles en la Copa Libertadores y en la Copa Sudamericana en el 2007, ambos con Audax Italiano además de ser el goleador de los itálicos del Torneo Apertura 2007 con 9 tantos clasificando a la liguilla Pre-sudamericana clasificando así luego de ganarle a la Universidad Católico con un tanto suyo.
En julio del 2009 se mudó a Bolivia para jugar en el Oriente Petrolero, donde marcó solo 5 goles.
En el 2010, fichó por el Cienciano del Cuzco. En el equipo peruano no anotó goles y se desvinculó a mitad de temporada por la grave crisis económica del cuadro imperial, además de no alternar con regularidad.
Luego de desvincularse con Cienciano regresa a su país a jugar por el Miramar Misiones club con el que desciende de categoría.

## Clubes
| Club                | País      | Año       |
| ------------------- | --------- | --------- |
| Sud América         | Uruguay   | 1998      |
| Rentistas           | Uruguay   | 1999-2000 |
| Real Cartagena      | Colombia  | 2002      |
| Deportivo Colonia   | Uruguay   | 2003      |
| Liverpool           | Uruguay   | 2004-2006 |
| Jaguares de Chiapas | México    | 2006      |
| Audax Italiano      | Chile     | 2007      |
| Deportivo Pereira   | Colombia  | 2008      |
| Huracán             | Argentina | 2009      |
| Oriente Petrolero   | Bolivia   | 2009      |
| Cienciano           | Perú      | 2010      |
| Miramar Misiones    | Uruguay   | 2010-2011 |
| Cerro               | Uruguay   | 2011-2012 |
| Rampla Juniors      | Uruguay   | 2012-2013 |
| Scuola Inter        | Uruguay   | 2023-2024 |